# Y-wing
O caça estelar / bombardeiro de assalto Koensayr BTL Y-wing é uma nave fictícia da franquia Star Wars. Eles são descritos como os principais caças-bombardeiros da República Galáctica, da Aliança Rebelde, da Nova República e da Resistência ; sendo idealmente adequado para missões de combate ao embarque, apoio aéreo aproximado, interdição aérea, proteção de força e ataque ao solo. Y-wing fez sua aparição teatral no Episódio IV de Star Wars: Uma Nova Esperança e apareceu em filmes, programas de televisão e nos livros, quadrinhos e jogos do universo expandido de Star Wars.

## Aparências
No filme Star Wars original (1977), um grupo de Y-wings designado "Gold Squadron" participou do ataque à Estrela da Morte. Liderados pelo líder do esquadrão Jon Vander (Angus MacInnes), os Y-wings fizeram a primeira "trincheira" malsucedida no escapamento da Estrela da Morte, e apenas um Y-wing sobreviveria à batalha. Y-wings fez uma breve aparição no final de O Império Contra Ataca (1980), quando os heróis se reuniram com a frota Rebelde, e apareceram ao lado de outros caças Rebeldes durante a batalha espacial climática de Retorno dos Jedi (1983).
Y-wings foram vistos mais tarde na série de televisão The Clone Wars 2008. Aqui, eles são descritos como caças-bombardeiros usados pela República Galáctica nas Guerras Clônicas contra os Separatistas. O General Anakin Skywalker é mostrado liderando um esquadrão de asas-Y em uma de suas primeiras missões para derrotar um cruzador Separatista, onde eles são conhecidos por seus escudos poderosos e artilheiros secundários.
Y-wings fez sua reaparição teatral em Rogue One (2016), um filme antológico ambientado imediatamente antes dos eventos do filme Star Wars original. Aqui, as asas-Y do Esquadrão Dourado são mostradas desempenhando um papel fundamental durante a Batalha de Scarif ao desabilitar um Destruidor Estelar Imperial com torpedos de íons. As asas em Y apareceriam novamente durante o clímax de Star Wars: A Ascensão Skywalker (2019).
Com base no material de fundo de Star Wars, a República Galáctica encomendou a Koensayr Manufacturing para produzir a asa BTL-B Y durante o início das Guerras Clônicas. Valorizado por sua durabilidade e capacidade de impacto de longo alcance, o sucesso do Y-wing levou à produção adicional do modelo original e uma série de variantes. No entanto, quando a guerra terminou e o Império Galáctico chegou ao poder, as asas Y foram desativadas e relegadas a ferros velhos pouco vigiados como a estação Reklam no planeta Yarma vistas na abertura da terceira temporada da prenuncia Rebels que explica as origens da rebelião vista na trilogia original. A Aliança Rebelde procurou roubar o máximo possível de asas-Y e eles se tornaram os caças estelares mais prontamente disponíveis para a Rebelião durante a Guerra Civil Galáctica. Os Y-wings rebeldes foram usados para realizar uma variedade de missões, incluindo mensageiro, escolta e reconhecimento.